# エクスプレス・ユアセルフ
「エクスプレス・ユアセルフ」 (Express Yourself) はマドンナの楽曲で、1989年に発表されたアルバム『ライク・ア・プレイヤー』から2枚目のシングル・カットとしてリリースされた。

## 解説
「エクスプレス・ユアセルフ」はマドンナの曲の中で最もパワフルな曲の一つとして知られると同時に、彼女の代表曲の中でも、彼女の人物像、そして人生観を最も強く表現したメッセージ・ソングとして知られている。アメリカの社会批評家でフェミニストであるカミール・パーリアはマドンナはアメリカのフェミニズムの性に対する堅苦しい観念を破り、若い女性達にそのセクシュアリティーを素直に受け取る事と同時に自分の人生のあらゆる分野を支配することを教えたと議論した。その意味で「エクスプレス・ユアセルフ」はフェミニストとしてのマドンナの女性賛歌である。しかし、またこの曲は初期の「マテリアル・ガール」で歌われ、皮肉にもマドンナの代名詞になってしまった物質主義の否定でもある。そして、この曲は恋愛における男女間の力関係を歌うラブ・ソングでもある。
「エクスプレス・ユアセルフ」は1989年5月にリリースされた後に、米国ビルボード・チャートで第二位に登る大ヒットとなった。作曲とプロデュースはマドンナと長年のソングライティング・パートナーであったステファン・ブレイである。「エクスプレス・ユアセルフ」はマドンナとステファン・ブレイのコラボレーションの頂点になる作品で、初期の「イントゥ・ザ・グルーヴ」と共に傑作とされている。マドンナはこの年のMTVヴィデオ・ミュージック・アワーズでこの曲をパフォーマンスし、「ベスト・ディレクション」と「ベスト・シネマトグラフィー」を受賞された。なお、このMTVでのパフォーマンスは翌年に行われる「ブロンド・アンビション・ツアー」のオープニングの基軸となるものである。

## ミュージック・ビデオ
「エクスプレス・ユアセルフ」は映画監督デヴィッド・フィンチャーがマドンナのミュージック・ビデオを撮影した最初の作品である。200万ドルを費やされたこのビデオは、制作当時、史上最も高額な作品であった。
サイレント映画の名作であるフリッツ・ラングの「メトロポリス」をマドンナ流に独自に解釈したとも言える作品で、映像の最後は同映画のエピグラフである「"Without the Heart, there can be no understanding between the hand and the mind."（独: „Mittler zwischen Hirn und Händen muss das Herz sein.“=脳と手の媒介者は、心でなくてはならない）」のテロップで締めくくられる。映画では資本主義と共産主義、そしてエリート層と労働者階級の闘争という二重性を焦点していたが、「エクスプレス・ユアセルフ」では映画の中のヒロイン、つまり女性キャラクターに焦点を当てている。ゴシック様式の威圧的な摩天楼がそびえ立つメトロポリスのタワーに住むのはマドンナ。ここでのマドンナはメトロポリスの強力な男性支配者に鉄の扉の中に閉じこめられた虜である。ビデオのはじめに出てくるマドンナは抑圧的な社会に住む女性にふさわしい、女らしく、シルクのドレスを着て、保守的な髪型をまとった淑女である。一方、都市の経済を支えるのは地下深く住む労働者達であり、マドンナは密かに若い労働者に恋をすることになる。しかし支配者の虜であるマドンナは欲望に縛られた自分の虜でもあり、ついに自分を解放する計画を立てる。そしてマドンナはビデオの中で最も有名なシーンでついに自分を解放するのである。ここで、マドンナは保守的な容貌を捨て、男性のスーツで出で立ち、セクシーな髪型と、自分の股を掴みブラを見せる大胆なダンスで、男尊女卑の世界に飛び出すことになる。そしてビデオはマドンナが獲得した恋の相手である労働者とのベッドシーンで完結する。

## 収録曲
日本盤 8cm シングル (09P3-6147)
1. エクスプレス・ユアセルフ Express Yourself (7" Remix) - 4:30
2. ルック・オブ・ラブ The Look Of Love (Album Version) - 4:03

デジタル・ダウンロード
1. Express Yourself (7" Remix) - 4:36
2. Express Yourself (Remix / Edit) - 5:02
3. Express Yourself (Non-Stop Express Mix) - 7:59
4. Express Yourself (Stop & Go Dubs) - 10:52
5. Express Yourself (Local Mix) - 6:28

## 公式リミックス/ヴァージョン
- Album Version (4:37)
- 7" Remix (4:30)
- Local Mix (6:20)
- Remix Edit (4:50) Promo Only
- Non-Stop Express Mix (7:57)
- Stop and Go Dubs (10:49)
- Q-Sound Mix / The Immaculate Collection Version (4:02)
- Shep's 'Spressin Himself Re-remix (9:31)
- Remix Video Version #1 (5:00)
- Remix Video Version #2 (4:24)

## チャート
| チャート (1989年)                      | 最高位 |
| -------------------------------------- | ------ |
| オーストラリア (ARIA)                  | 5      |
| オーストリア (Ö3 Austria Top 40)       | 5      |
| ベルギー (Ultratop 50 Flanders)        | 3      |
| カナダ 小売シングル (The Record)       | 4      |
| カナダ トップシングルス (RPM)          | 1      |
| カナダ ダンス/アーバン (RPM)           | 1      |
| デンマーク (IFPI)                      | 15     |
| ヨーロッパ (European Hot 100 Singles)  | 1      |
| フィンランド (Suomen virallinen lista) | 2      |
| フランス (SNEP)                        | 7      |
| イタリア (Musica e dischi)             | 1      |
| アイルランド (IRMA)                    | 3      |
| オランダ (Dutch Top 40)                | 5      |
| オランダ (Single Top 100)              | 5      |
| ニュージーランド (Recorded Music NZ)   | 2      |
| ノルウェー (VG-lista)                  | 4      |
| スペイン (AFYVE)                       | 3      |
| スウェーデン (Sverigetopplistan)       | 3      |
| スイス (Schweizer Hitparade)           | 1      |
| UK シングルス (OCC)                    | 5      |
| US Billboard Hot 100                   | 2      |
| US Adult Contemporary (Billboard)      | 12     |
| US Dance Club Songs (Billboard)        | 1      |
| US Dance Singles Sales (Billboard)     | 1      |
| US Radio & Records CHR & Pop           | 3      |
| ベネズエラ (UPI)                       | 6      |
| 西ドイツ (GfK Entertainment charts)    | 3      |

| チャート (1989年)                         | 順位 |
| ----------------------------------------- | ---- |
| オーストラリア (ARIA)                     | 28   |
| ベルギー (Ultratop 50 Flanders)           | 43   |
| カナダ (RPM)                              | 8    |
| カナダ ダンス/アーバン (RPM)              | 22   |
| ヨーロッパ (European Hot 100 Singles)     | 21   |
| オランダ (Dutch Top 40)                   | 63   |
| オランダ (Single Top 100)                 | 51   |
| ニュージーランド (Recorded Music NZ)      | 33   |
| ノルウェー (VG-lista)                     | 13   |
| スペイン (AFYVE)                          | 16   |
| スイス (Schweizer Hitparade)              | 12   |
| イギリス (OCC)                            | 85   |
| 米国 ビルボードHot 100                    | 55   |
| US ダンス・クラブ・ソングス (Billboard)   | 12   |
| 米国 キャッシュボックス トップ100シングル | 16   |
| 西ドイツ (Official German Charts)         | 32   |